# Ceratocapsus
Ceratocapsus är ett släkte av insekter. Ceratocapsus ingår i familjen ängsskinnbaggar.

## Dottertaxa tillCeratocapsus, i alfabetisk ordning[1]
- Ceratocapsus advenus
- Ceratocapsus apicalis
- Ceratocapsus apicatus
- Ceratocapsus aurantiacus
- Ceratocapsus balli
- Ceratocapsus barbatus
- Ceratocapsus barberi
- Ceratocapsus biformis
- Ceratocapsus bifurcus
- Ceratocapsus blatchleyi
- Ceratocapsus camelus
- Ceratocapsus cecilsmithi
- Ceratocapsus clavicornis
- Ceratocapsus complicatus
- Ceratocapsus cunealis
- Ceratocapsus decurvatus
- Ceratocapsus denticulatus
- Ceratocapsus digitulus
- Ceratocapsus divaricatus
- Ceratocapsus downesi
- Ceratocapsus drakei
- Ceratocapsus elongatus
- Ceratocapsus fanseriae
- Ceratocapsus fasciatus
- Ceratocapsus fascipennis
- Ceratocapsus fulvipennis
- Ceratocapsus fuscinus
- Ceratocapsus fuscosignatus
- Ceratocapsus fusiformis
- Ceratocapsus geminatus
- Ceratocapsus hirsutus
- Ceratocapsus husseyi
- Ceratocapsus incisus
- Ceratocapsus insperatus
- Ceratocapsus juglandis
- Ceratocapsus keltoni
- Ceratocapsus knighti
- Ceratocapsus lutescens
- Ceratocapsus luteus
- Ceratocapsus mcateei
- Ceratocapsus minutus
- Ceratocapsus modestus
- Ceratocapsus neoboroides
- Ceratocapsus nevadensis
- Ceratocapsus nigellus
- Ceratocapsus nigrocephalus
- Ceratocapsus nigrocuneatus
- Ceratocapsus nigropiceus
- Ceratocapsus oculatus
- Ceratocapsus piceatus
- Ceratocapsus pilosulus
- Ceratocapsus proximus
- Ceratocapsus pubescens
- Ceratocapsus pumilus
- Ceratocapsus punctulatus
- Ceratocapsus quadrispiculus
- Ceratocapsus rubricornis
- Ceratocapsus rufistigmus
- Ceratocapsus sericus
- Ceratocapsus seticornis
- Ceratocapsus setosus
- Ceratocapsus spinosus
- Ceratocapsus taxodii
- Ceratocapsus tricolor
- Ceratocapsus truncatus
- Ceratocapsus uniformis
- Ceratocapsus wheeleri
- Ceratocapsus vicinus